# Saut en hauteur masculin aux Jeux olympiques d'été de 1992
Navigation
Séoul 1988 Atlanta 1996
L'épreuve du saut en hauteur masculin aux Jeux olympiques de 1992 s'est déroulée les 31 juillet et 2 août 1992 au Stade de Montjuïc de Barcelone, en  Espagne.  Elle est remportée par le Cubain Javier Sotomayor.

## Résultats

### Finale
| rang               | Athlète          | Pays         | 2,15 | 2,20 | 2,24 | 2,28 | 2,31 | 2,34 | 2,37 | 2,39 | Marque | Note |
| ------------------ | ---------------- | ------------ | ---- | ---- | ---- | ---- | ---- | ---- | ---- | ---- | ------ | ---- |
| Médaille d'or      | Javier Sotomayor | Cuba         |      |      | XO   | -    | O    | O    | XX-  | X    | 2,34   |      |
| Médaille d'argent  | Patrik Sjöberg   | Suède        |      |      | O    | -    | O    | XO   |      |      | 2,34   |      |
| Médaille de bronze | Tim Forsyth      | Australie    |      | O    | O    | -    | XO   | XO   | XXX  |      | 2,34   |      |
| Médaille de bronze | Artur Partyka    | Pologne      | O    |      | XO   | -    | O    | XO   | XXX  |      | 2,34   |      |
| Médaille de bronze | Hollis Conway    | États-Unis   |      | O    | -    | xO   | -    | XO   | XXX  |      | 2,34   |      |
| 6                  | Ralf Sonn        | Allemagne    |      | O    | O    | O    | O    | XX-  | X    |      | 2,31   |      |
| 7                  | Troy Kemp        | Bahamas      |      | O    | -    | XO   | O    | XXX  |      |      | 2,31   |      |
| 8                  | Marino Drake     | Cuba         |      | O    |      | O    | XXX  |      |      |      | 2,28   |      |
| 8                  | Dragutin Topić   | Indépendants |      | O    |      | O    | XX-  | X    |      |      | 2,28   |      |
| 8                  | Charles Austin   | États-Unis   |      | O    | -    | O    | X-   | XX   |      |      | 2,28   |      |
| 11                 | Gustavo Becquer  | Espagne      |      | O    | XO   | O    | XXX  |      |      |      | 2,28   |      |
| 12                 | Steve Smith      | Royaume-Uni  | O    | -    | O    | XX-  | X    |      |      |      | 2,24   |      |
| 13                 | Sorin Matei      | Roumanie     |      |      | XO   | XXX  |      |      |      |      | 2,24   |      |
| 14                 | Georgi Dakov     | Bulgarie     | O    | O    | XXO  | XXX  |      |      |      |      | 2,24   |      |

## Légende
Records et Performances
- AR : Record continental (area record)
- CR : Record des championnats (championship record)
- MR : Record du meeting (meet record)
- NR : Record national (national record)
- OR : Record olympique (olympic record)
- PR : Record paralympique (paralympic record)
- PB : Record personnel (personal best)
- SB : Meilleure performance personnelle de la saison (season's best)
- WL : Meilleure performance mondiale de l'année (world leader)
- WJR : Record du monde junior (world junior record)
- WR : Record du monde (world record)

Circonstances et Conditions
- DNF : N'a pas terminé (did not finish)
- DNS : N'a pas pris le départ (did not start)
- DQ : Disqualification (disqualification)
- NM : Aucun essai valable enregistré (No Mark)
- Q : Qualifié « directement » au prochain tour (ou à la prochaine compétition), lors d'une compétition majeure, grâce au classement ou à la réalisation des minima (automatic qualifier)
- q : Qualifié au prochain tour (ou à la prochaine compétition), lors d'une compétition majeure, grâce au repêchage ou à la réalisation de l'une des meilleures performances parmi celles des « non qualifiés directement » (grâce au meilleur temps ou à la meilleure distance par exemple) (secondary qualifier)